# Lasowice (Legnica)
Pour les articles homonymes, voir Lasowice.
Lasowice est une localité polonaise de la gmina de Ruja, située dans le powiat de Legnica en voïvodie de Basse-Silésie.